# Zatavua imerinensis
Zatavua imerinensis là một loài nhện trong họ Pholcidae. Loài này được phát hiện ở Madagascar.